# Грейвз, Эдвин
Эдвин Дарайус «Эд» Грейвз младший (англ. Edwin Darius "Ed" Graves Jr.; 10 июля 1897, Чесапик-Сити, Мэриленд — 29 апреля 1986, Сичуэйт, Массачусетс) — американский гребец, чемпион летних Олимпийских игр 1920 года в Антверпене в зачёте восьмёрок, победитель и призёр многих студенческих регат по академической гребле. Офицер Военно-морских сил США.

## Биография
Эдвин Грейвз родился 10 июля 1897 года в городе Чесапик-Сити, штат Мэриленд.
Занимался академической греблей во время учёбы в Военно-морской академии США, состоял в местной гребной команде, неоднократно принимал участие в различных студенческих регатах.
Наивысшего успеха в гребле на международном уровне добился в сезоне 1920 года, когда, ещё находясь в академии в Аннаполисе, вошёл в основной состав американской национальной сборной и благодаря череде удачных выступлений удостоился права защищать честь страны на летних Олимпийских играх в Антверпене. В распашных восьмёрках с рулевым благополучно преодолел четвертьфинальную и полуфинальную стадии соревнований, выиграв у команд из Бельгии и Франции соответственно. В решающем финальном заезде почти на секунду опередил гребцов из Великобритании и тем самым завоевал золотую олимпийскую медаль.
Окончив академию в июне 1920 года, Грейвз поступил на службу в авиацию Военно-морских сил США и сделал достаточно успешную карьеру военного офицера. Уволился из вооружённых сил в 1950 году в звании капитана.
Умер 29 апреля 1986 года в городе Сайчуат, штат Массачусетс, в возрасте 88 лет.